# 耶路撒冷的解放

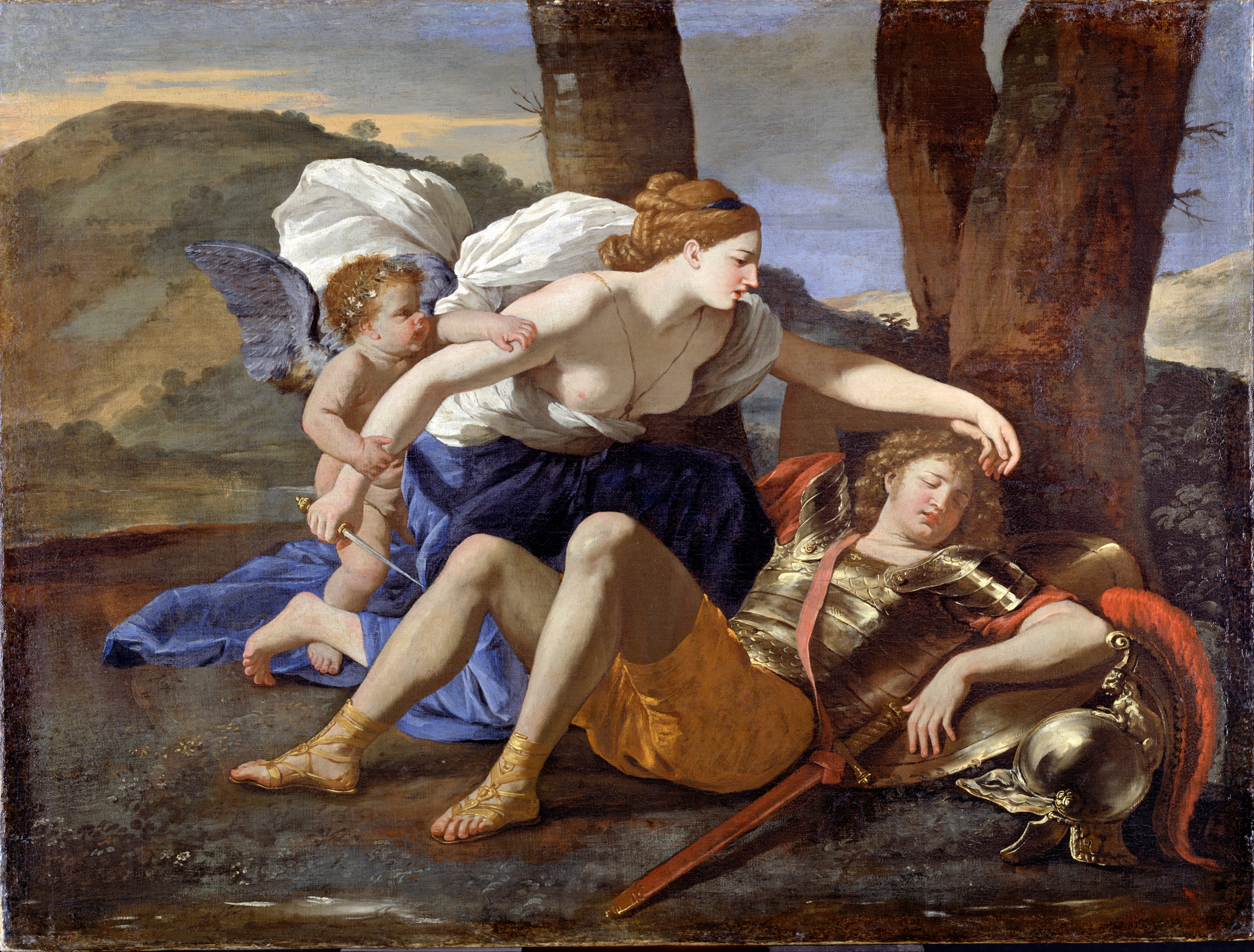
《阿米达（Armida）发现睡着的里纳尔多（Rinaldo）》，尼古拉·普桑（1629年作）

《耶路撒冷的解放》（義大利語：La Gerusalemme liberata， [la dʒeruzaˈlɛmme libeˈraːta]，字面意：被解放的耶路撒冷）是文艺复兴时期的意大利桂冠诗人托尔夸托·塔索创作的史诗，也是他的代表作。

## 特点
作品于1575年出版，共分为二十章，每章一百节左右。全诗以11世纪的第一次十字军东征为历史背景，讲述布永的戈弗雷统帅十字军东征小亚细亚，经过血战收复圣城耶路撒冷的事件，充满英雄主义气概，并歌颂现世生活，闪烁着人文主义的耀眼光辉。
《耶路撒冷的解放》在巴洛克时期常常成为艺术家创作的题材。

## 中译本
- 《耶路撒冷的解放》，托尔夸托·塔索著，王永年译，上海：上海译文出版社，2008年7月。ISBN 9787532744602